# Madre (film 2016)
Madre è un film dell'orrore del 2016 diretto da Aaron Burns. Uscito nelle sale in Cile il 27 aprile 2017, è stato poi distribuito a livello globale sulla piattaforma online Netflix.

## Trama
Diana, a causa dei frequenti viaggi di lavoro di suo marito Thomas, deve prendersi cura da sola del primogenito Martin affetto da una pesante forma di autismo che spesso gli causa pesanti scatti d'ira che la donna non riesce a gestire. Rimasta incinta del secondo figlio, e ormai vicina all'esaurimento nervoso, incontra al supermercato la commessa filippina Luz che riesce a calmare facilmente Martin durante una delle sue crisi.
Diana assume allora Luz come baby sitter, e Martin ottiene rapidi miglioramenti. Il legame instaurato fra il ragazzo e la donna inizia però a preoccupare Diana, poiché i due per comunicare usano solo il filippino. I sospetti di Diana sembrano essere confermati quando utilizzando una app per la traduzione istantanea scopre che Luz sta istigando suo figlio contro di lei utilizzando il voodoo.

## Distribuzione
Il film è stato presentato in anteprima all'AFI festival 2016 e al South by Southwest l'anno seguente. È uscito in sala in Cile il 27 aprile 2017, diventando il miglior debutto dell'anno per un film cileno con 20.000 spettatori nella prima settimana. Lo stesso anno Netflix ne ha acquisito i diritti per la trasmissione a livello globale.

## Critica
Dennis Harvey, in una recensione su Variety lo definisce un thriller prevedibile e derivativo, giudicando negativamente la recitazione, gli effetti speciali e il finale insoddisfacente.